# Fermoy

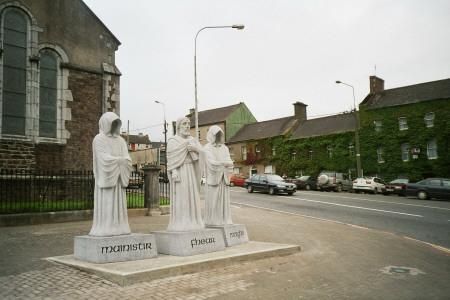
Die 2001 von Mick Davis geschaffenen Skulpturen erinnern an die Zisterzienser in Fermoy.

Fermoy (irisch Mainistir Fhear Maí) ist eine Stadt im Nordosten des Countys Cork im Süden der Republik Irland mit 6720 Einwohnern (Stand 2022). Sie liegt nahe der Grenze zum County Waterford am Fuß der Galtee Mountains am Munster Blackwater, der ein beliebtes Angelrevier in der Gegend ist.
Der Name der Stadt stammt aus dem Irischen und bezieht sich auf das Zisterzienserkloster Fermoy Abbey, das im 12. Jahrhundert gegründet wurde. Um dieses Kloster herum entstand die Stadt.
Die moderne Stadt wurde 1791 von John Anderson geplant und gebaut. Von Anderson stammt auch das Postsystem in Irland. 2001 wurde ihm ein Gedenkstein errichtet.
In Fermoy kreuzt sich die ehemalige N8, jetzt R639, mit der N72 von Dungarvan nach Killarney. Der Hauptweg zwischen Port Laoise und Cork City ist jetzt die Autobahn M8, die an Fermoy vorbeiführt.

## Nachbarstädte und -dörfer
| Glanworth 6 km   | Mitchelstown 15 km                          | Kilworth 3 km    |
| Ballyhooly 10 km | Kompassrose, die auf Nachbargemeinden zeigt | Ballyduff km     |
| Glenville 21 km  | Rathcormac 3 km                             | Castlelyons 6 km |

## Varia
Nach 14 Jahren kündigte Fermoy 2020 die Städtepartnerschaft mit der polnischen Stadt Nowa Dęba auf, da diese sich zu einer LGBT-freien Zone erklärt hatte. Noel McCarthy vom Ausschuss für Städtepartnerschaften äußerte zur Aufkündigung: „Wir müssen uns gegen solche Leute wehren. Das kann man doch im Jahr 2020 nicht machen und auch noch damit durchkommen.“

## Persönlichkeiten
- Carey Joyce (1922–2010), Politiker